# Висалимов, Амирхан
Амирха́н Висали́мов (род. 21 мая 1986) — австрийский борец чеченского происхождения, чемпион Австрии по вольной и греко-римской борьбе, победитель и призёр международных соревнований по вольной борьбе, участник чемпионатов Европы и мира по вольной борьбе.

## Биография
В феврале 2015 года Висалимов стал чемпионом Австрии по вольной борьбе. В марте того же года он победил на чемпионате Австрии по греко-римской борьбе одержав в финале чистую победу над своим соперником. В следующем году он снова победил на чемпионате Австрии по вольной борьбе, а в 2017 году повторил свой успех чисто победив в финальной схватке.
Участвовал в чемпионатах мира 2015 года и Европы 2016 года. На чемпионате Европы 2017 года занял 17-е место, а на чемпионате мира того же года — 20-е. Стал первым чеченским спортсменом, выступившим за сборную Австрии. В 2016 году на квалификационном олимпийском турнире в Стамбуле выиграл бронзовую медаль, но не попал на летние Олимпийские игры 2016 года в Рио-де-Жанейро. Таким образом, он стал первым австрийским борцом за последние 30 лет, ставшим призёром на соревнованиях такого уровня.

## Спортивные результаты
- Чемпионат Австрии по вольной борьбе 2015 года — ;
- Чемпионат Австрии по греко-римской борьбе 2015 года — ;
- Чемпионат Австрии по вольной борьбе 2016 года — ;
- Чемпионат Австрии по вольной борьбе 2017 года — ;